# The Flesh and Blood Sessions
The Flesh and Blood Sessions è una raccolta dei War & Peace, pubblicata nel 1999 dalla Radio Mafia Records.

## Tracce
1. Kill for the Love of God – 5:14 (Diamond, Pilson)
2. Snake Eyes – 4:29 (Diamond, Pilson)
3. If I Put My Love in You – 4:24 (Diamond, Pilson)
4. I Don't Want to Be Lonely – 4:11 (Diamond, Pilson)
5. Nailed to the Cross – 5:24 (Diamond, Pilson)
6. Idle Worship – 5:19 (Diamond, Pilson)
7. Bringing It On – 5:30 (Diamond, Pilson)
8. Raising Cain – 4:30 (Diamond, Pilson)
9. What I Hide Behind – 3:25 (Pilson)

## Formazione
- Jeff Pilson – voce
- Randy Hansen – chitarra
- Michael Diamond – basso
- Vinny Appice – batteria